# Imitation (processus d'apprentissage)

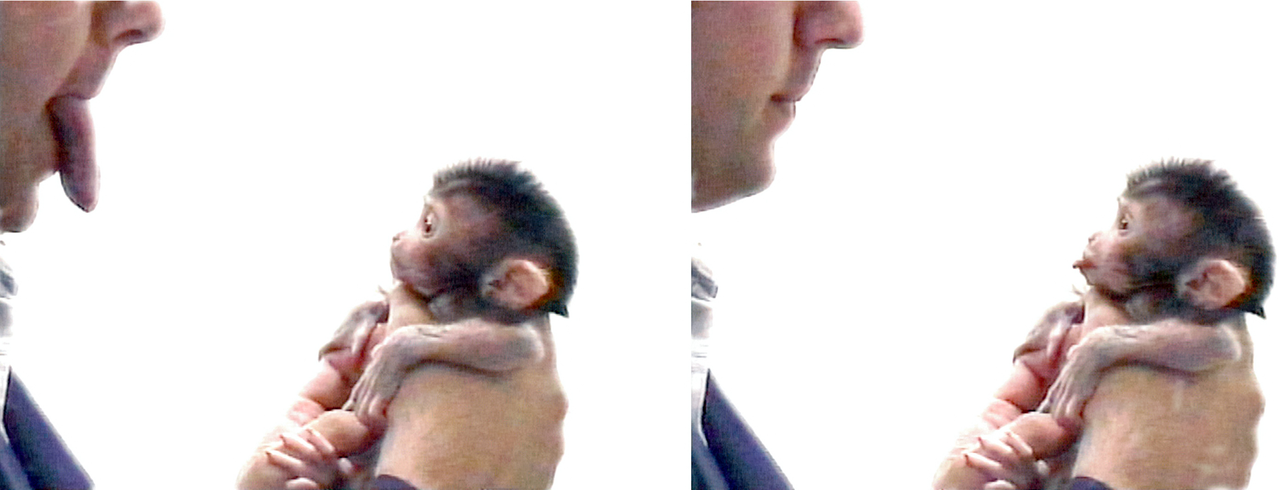
Un macaque rhésus imite l’avancement de la langue.

L'apprentissage par imitation, du latin « imitatio » signifiant « copier, imitation », est une forme d'apprentissage par mimétisme. Ce processus conduit au « développement de traditions et, à terme d'une culture. Elle permet le transfert d'informations (comportements, coutumes, etc.) entre individus et les générations qui les suivent sans qu'il n'y ait besoin d'héritage génétique ».
Le terme peut s'appliquer dans différents contextes allant du domptage aux relations internationales. Le terme fait référence aux comportements conscients ; l'imitation inconsciente est un miroir.

## Monde animal

### Imitation chez l'homme
L'imitation intervient dans l'« apprentissage par observation et imitation », imitation de gestes, de relations interpersonnelles et avec le monde, puis des représentations symboliques, de vocalises... puis du langage. Elle est une compétence spontanée chez les enfants et même chez le nouveau-né (« imitation néonatale » découverte par René Zazzo). Très précoce, elle survient « sans motivations externes, sans essais et erreurs et sans renforcement », selon la définition de Bandura de l'apprentissage par observation (1971). Elle se montre chez le nouveau-né par une préférence pour des stimuli humains et la communication avec la mère et d'autres humains. Elle est indispensable à l'apprentissage et à l'adaptation.
Dans une relation d'attention conjointe entre membres de la proche famille et nouveau-né par exemple, il est fréquent que les adultes imitent certaines mimiques, gestes ou bruits du bébé, phénomène qui semble renforcer la communication avec lui.
Apprendre mobilise divers types de neurones, l'imitation peut être physique et réelle, et/ou mentale (grâce aux neurones miroirs (qui sont activés à la fois quand on réalise un acte ou quand on l'observe chez l'autre).
Même chez le nouveau-né, l'imitation n'est pas nécessairement synchrone, et le fait qu'un bébé n'imite pas immédiatement n'implique pas qu'il ne soit pas capable de le faire plus tard. On distingue aujourd'hui l'imitation immédiate et l'imitation différée (dont une forme est observée chez les nouveau-nés, qui est capable - quelques heures après la naissance - par exemple de tirer la langue plusieurs heures après avoir vu sa mère le faire). L'imitation différée est pour le bébé ou le jeune enfant un comportement de reconstitution, alors que l'imitation immédiate (en présence
du modèle) peut n'être qu'une simple participation perceptivo-posturale, plus que psychomotrice complexe.
Piaget, qui insistait sur l'émergence des conduites comme liée aux stades de développement ne notait pas d'imitation exogène lors des 3 premiers stades du développement (0-6 mois). Pour lui, l'apparition de l'imitation ne participant pas du processus d'adaptation intelligente. Il voyait l'imitation comme un comportement uniquement accommodatif de l'organisme devant s'adapter aux exigences de son environnement. Selon lui il faut attendre 9 à 12 mois après la naissance (stade 4 à 6) pour que l'imitation devienne intelligente (quand des réponses différées apparaissent, marquant selon lui le début de la capacité à se représenter des choses, processus ouvrant sur le symbolique) .

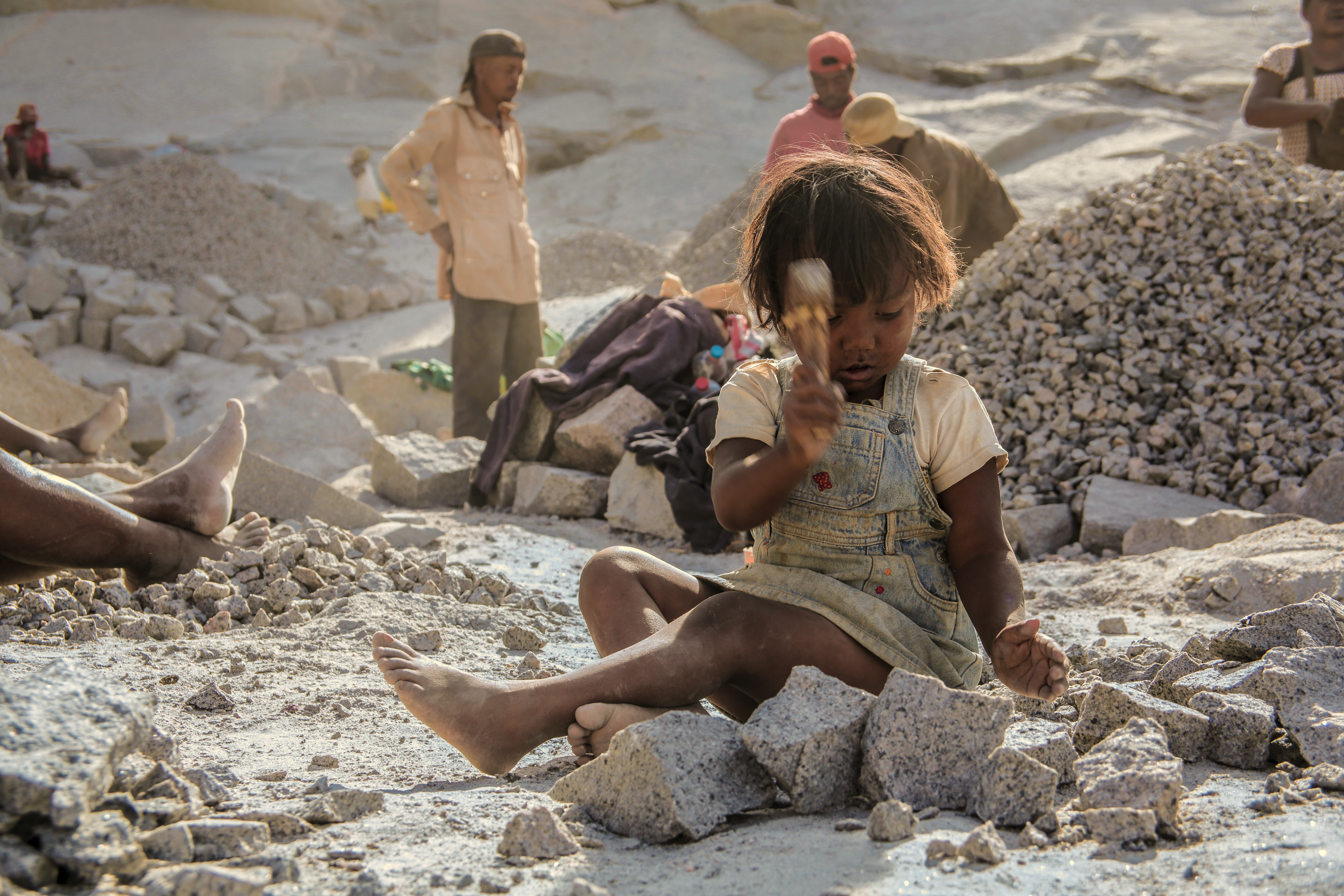
Fillette imitant ses parents, casseurs de pierre dans une carrière de Madagascar.

Wallon a noté que le bébé de 6 mois à 2 ans développe un processus poussé d'échange social notamment basé sur le mimétisme (que d'autres jugeront plus tard être une forme d'imitation immédiate) ; mais il estimait qu'il n'y avait « imitation véritable » que quand la représentation est devenue possible pour l'enfant, et donc avec décalage temporel et absence du modèle imité.
Puis les études développementales faites à partir des années 1970 ont radicalement fait évoluer les idées sur le rôle et l'importance de l'imitation dans le développement. Pour C. Trevarthen l'imitation possède un aspect d'intersubjectivité. On estime que le degré d'imitation néo-natale a une valeur prédictive du développement social futur de l'individu, et des troubles de l'imitation immédiate peuvent annoncer des déficits de communication de type autistiques,.
Selon René Girard (1978, dans son ouvrage Des choses cachées depuis la fondation du monde), pour Platon l'imitation était un danger brûlant pour l'identité individuelle et pour la conscience de soi (la mimesis limitant l'intelligence, détruisant l'identité, en conduisant éventuellement au meurtre ou au suicide). Girard estime que le comportement de rivalité, la violence envers le bouc émissaire qui conduit à de nombreux types de violence sont expliqués par l'imitation. L'industrie et le commerce contemporains (basés sur la mode et la publicité) reposent sur l'imitation. Selon René Girard, l'industrie pornographique exploite le plaisir et le désir qui active des neurones miroirs.
Il existe aussi chez l'être humain l'imitation parodique valorisée par de nombreux humoristes mais pouvant facilement aussi devenir de la moquerie.
L'imitation est un thème qui est étudié par les anthropologues et les éthologues.
Les interdits culturels, alimentaires, religieux (imitation des saints ou des apôtres, etc.) ou sexuels pourraient aussi être des processus d'imitation

### Apprentissage par imitation dans le monde animal
Une capacité d'imitation néonatale a aussi été observée chez certains singes (chimpanzés notamment).

## Robotique
L'apprentissage par imitation est une des voies par laquelle un robot autonome pourrait apprendre. La question de l'apprentissage par imitation est une des problématiques de l'intelligence artificielle.

## Sources